# NGC 3699
NGC 3699 est une nébuleuse planétaire située dans la constellation du Centaure. Elle a été découverte par l'astronome britannique John Herschel en 1834.
On a longtemps considéré NGC 3699 comme une nébuleuse en émission, mais on a démontré en mai 1978 qu'il s'agissait d'une nébuleuse planétaire. La température de la naine blanche centrale est exceptionnellement chaude, plus de 140 000 K, ce qui laisse croire que cette naine est relativement jeune. On pense que sa forme complexe provient de plusieurs éjections de matière par l'étoile qui a donné naissance à la nébuleuse planétaire.

## Observation
Avec une magnitude visuelle apparente de 11,3, on doit utiliser un télescope dont l'ouverture est d'au moins 150 mm pour l'observer.  

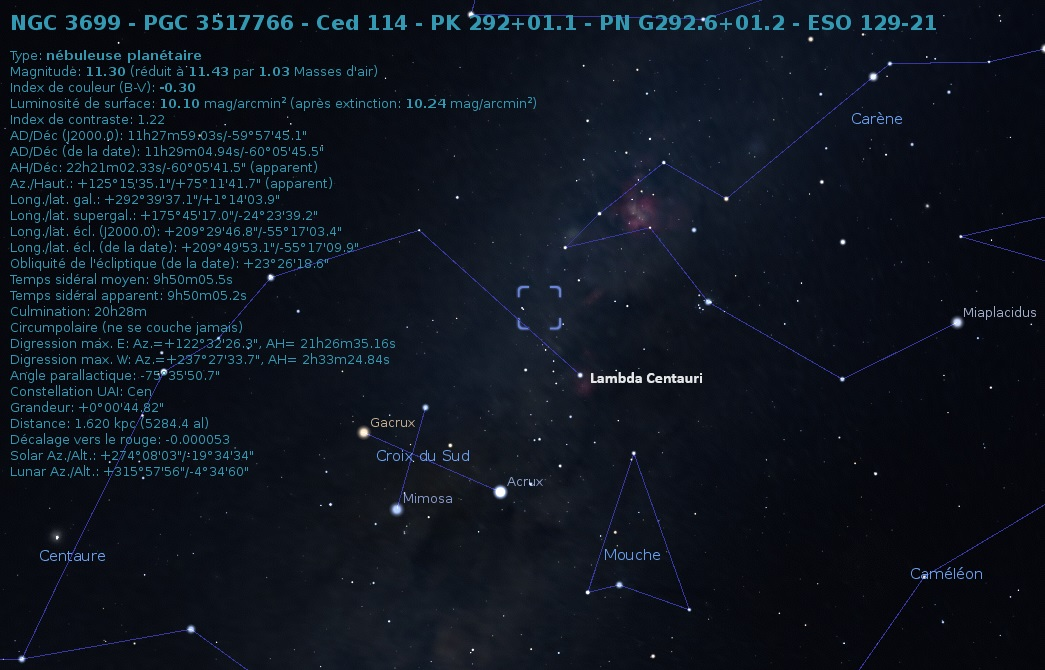
Localisation de NGC 3699 dans la constellation de Pégase. (Stellarium)

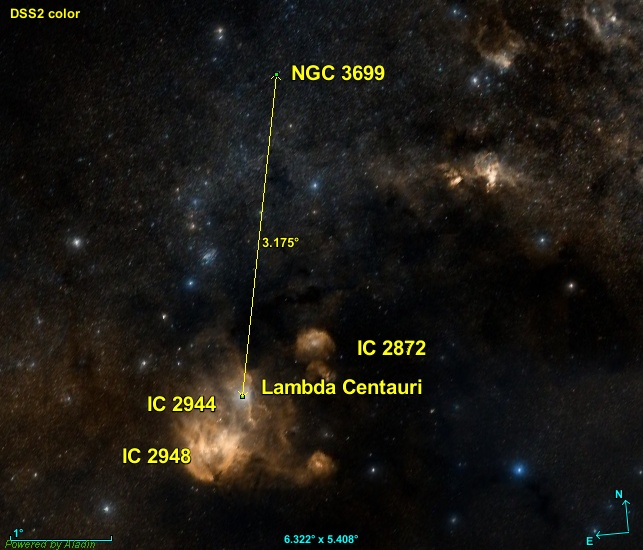
Position de NGC 3699 par rapport à une étoile.

La nébuleuse NGC 3699 est située à environ 3,2 degrés au nord-ouest de Lambda Centauri. Plusieurs autres objets des catalogues NGC et IC se trouvent dans la même région de la sphère céleste dont IC 2872, IC 2944 et IC 2948. La région brillante au sud-ouest (à gauche) de NGC 3699 est un vaste complexe nébuleux de la constellation de la Carène. Les objets NGC 3576, NGC 3579, NGC 3581, NGC 3582, NGC 3584 et NGC 3586 sont dans ce complexe.

### Distance, taille et vitesse
Le logiciel en ligne Aladin Lite permet de consulter les données astronomiques de plusieurs catalogues, dont le « GAIA EARLY DATA RELEASE 3 (GAIA EDR3) ». La parallaxe de NGC 3699 est égale à 0,732 9 ± 0,081 2 mas, ce qui correspond à une distance de 1 364 +170
-136 pc.

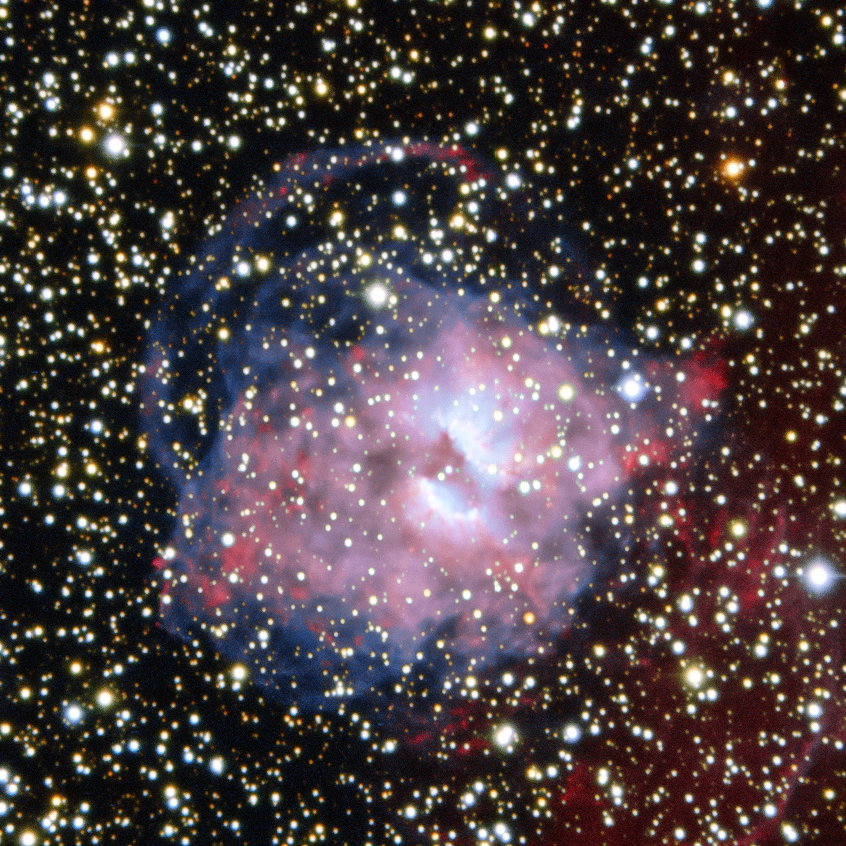
Image prise par l'instrument EFOSC2 (ESO Faint Object Spectrograph and Camera) à l'observatoire de La Silla. La partie brillante centrale correspond à l'image DSS. Cette image des parties moins lumineuses de NGC 3699 montre que la nébuleuse est beaucoup plus vaste qu'on le croyait.

Sur l'image captée par le relevé DSS, la taille apparente de la nébuleuse est de 0,75′,, ce qui, compte tenu de la distance et grâce à un calcul simple, équivaut à une taille réelle de 1,0 ± 0,1 al. Cependant, des images de longue exposition comme celle de l'ESO montre que la nébuleuse est beaucoup plus vaste que ce qui est indiqué sur les sites consultés. Elle pourrait atteindre une taille de 4,4′ par 3,0′. Avec une telle taille angulaire, la dimension de NGC 3699 est d'environ 5,2 al × 3,9 al. 
Aucune donnée n'est disponible au sujet de la vitesse de NGC 3699 sur les sources consultées.